# Stensnäs (Pyttis)

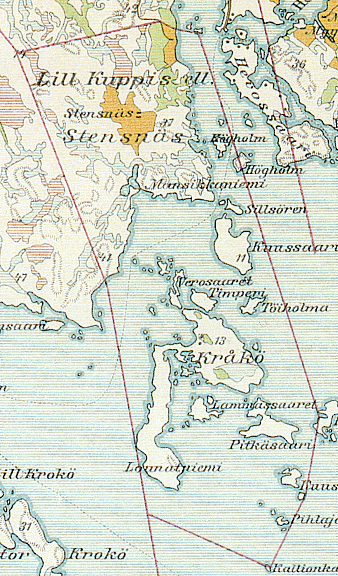
Stensnäs enstaka hemman år 1914

Stensnäs (tidigare Lillkuppis) fi.: Kiviniemi, by, tidigare enstaka hemman, i Pyttis kommun, Kymmenedalen, Södra Finlands län.

## Historia
Lillkuppis enstaka hemman bildades redan i början av 1600-talet av två hemman, av vilka det ena var öde och det andra ett ryttarehemman. De innehades såsom ett rusthåll av den förra fogden på Kymmenegård Olof Jakobsson Grubbe och efter honom av hans änka Anna von Tiesenhausen. Hemmanet fick säterirättigheter före 1640-talets slut. Hemmanet indrogs till kronan i den stora reduktionen 1681 och blev tjänsteboställe för kornetten vid Karelska rytteriregementet.